# Таубе, Фердинанд Иванович
Фердинанд Иванович Таубе (25 февраля 1805, Курляндская губерния — 20 марта 1870, Санкт-Петербургская губерния) — российский инженер-путеец, инженер-полковник, действительный статский советник.

## Биография
В 1831 году окончил Институт Корпуса инженеров путей сообщения.
После окончания вуза строил набережные вдоль Невы у Царицына Луга (Марсово поле, в настоящее время не сохранилась) и на Васильевском острове. Под руководством своего старшего институтского товарища Егора Андреевича Адама работал над строительством участка набережной с большой гранитной пристанью и египетскими сфинксами перед зданием Академии художеств (проект архитектора К. Тона).
В 1836 году единственный из инженеров путей сообщения стал акционером строительства первой в России железной дороги общего пользования Санкт-Петербург — Царское Село. В 1837 году, по рекомендации руководителя строительства Ф. А. Герстнера, инженер-капитану барону Ф. Таубе было предложена должность наблюдателя за ходом строительства дороги «от Путейского ведомства». С ноября 1838 года после ввода в эксплуатацию Царскосельской железной дороги он почти 11 лет являлся активным членом Правления дороги.
Один из авторов проекта строительства Николаевской железной дороги (Санкт-Петербург — Москва), автор проекта железной дороги Санкт-Петербург — Петергоф — Ораниенбаум — Красная Горка. В этот же период он одновременно профессор-адъюнкт математики в Институте Корпуса инженеров путей сообщения. В 1847 году прекратил педагогическую деятельность, поскольку был назначен управляющим Царскосельской железной дорогой и состоял в этой должности до 1860 года.
Вместе с графом А. А. Бобринским создавал Департамент железных дорог России. 
В 1838 году принял российское подданство. В 1842 году получил патент на российское дворянство, а в 1865 году — право на баронский титул.
Закончил свою карьеру инженер-полковником, действительным статским советником, исправляющим должность вице-директора Департамента железных дорог России.
Похоронен в «часовне Таубе» на лютеранском участке Казанского кладбища Царского Села.

### Семья
Отец — Иоганн Георг фон Таубе (1750—1830), мать — Елизавета Шульц (1777—1848).
Был дважды женат.
Жена — Анна Луиза фон Бергман (1813—1847);
- 10 детей, в их числе Иван (1856—1922[4]), полковник гвардии; Александр[3].

Жена — Елизавета Ивановна (1827—1893), дочь генерала И. И. Вашутина;
- 7 детей, в их числе:
  - Михаил (1855—1924), математик, философ, поэт, публицист;
  - Сергей (1877—1931), генерал-майор; расстрелян;
  - Дмитрий (1876—1933)[3], полковник лейб-гвардии 1-го Стрелкового полка, с 27 декабря 1917 года женат на Ольге Порфирьевне Грековой (1883—?), дочери генерал-майора[5].

## Адреса
В Санкт-Петербурге — Английский проспект, д. 38 (родовое гнездо Таубе до 1925 г).
В Царском Селе — загородный дом по ул. Стессельской.